# Crixás
Crixás este un oraș în Goiás (GO), Brazilia.